# Neomintho celeris
Neomintho celeris là một loài ruồi trong họ Tachinidae.